# Lac de Montréjeau
Le lac de Montréjeau est un lac français situé dans le département de la Haute-Garonne, en région Occitanie dans l'extrême sud de la commune de Montréjeau.

## Géographie
Le lac de Montréjeau se situe au pied des Pyrénées, au confluent de la Neste et de la Garonne, à l'ouest de la gare de Montréjeau - Gourdan-Polignan.

## Description
Issu d'une ancienne gravière exploitée à partir des années 1970, le lac de Montréjeau de 30 hectares est devenu un lieu récréatif au milieu des années 1990.

## Passerelle
Une passerelle piétonne sur la Garonne reliant Gourdan-Polignan à Montréjeau a été construite entre 2018 et 2019, et a été inaugurée le 4 octobre 2019),,.

Elle permet aujourd'hui aux habitants de Gourdan-Polignan de rejoindre le lac plus facilement à pied ou à vélo.

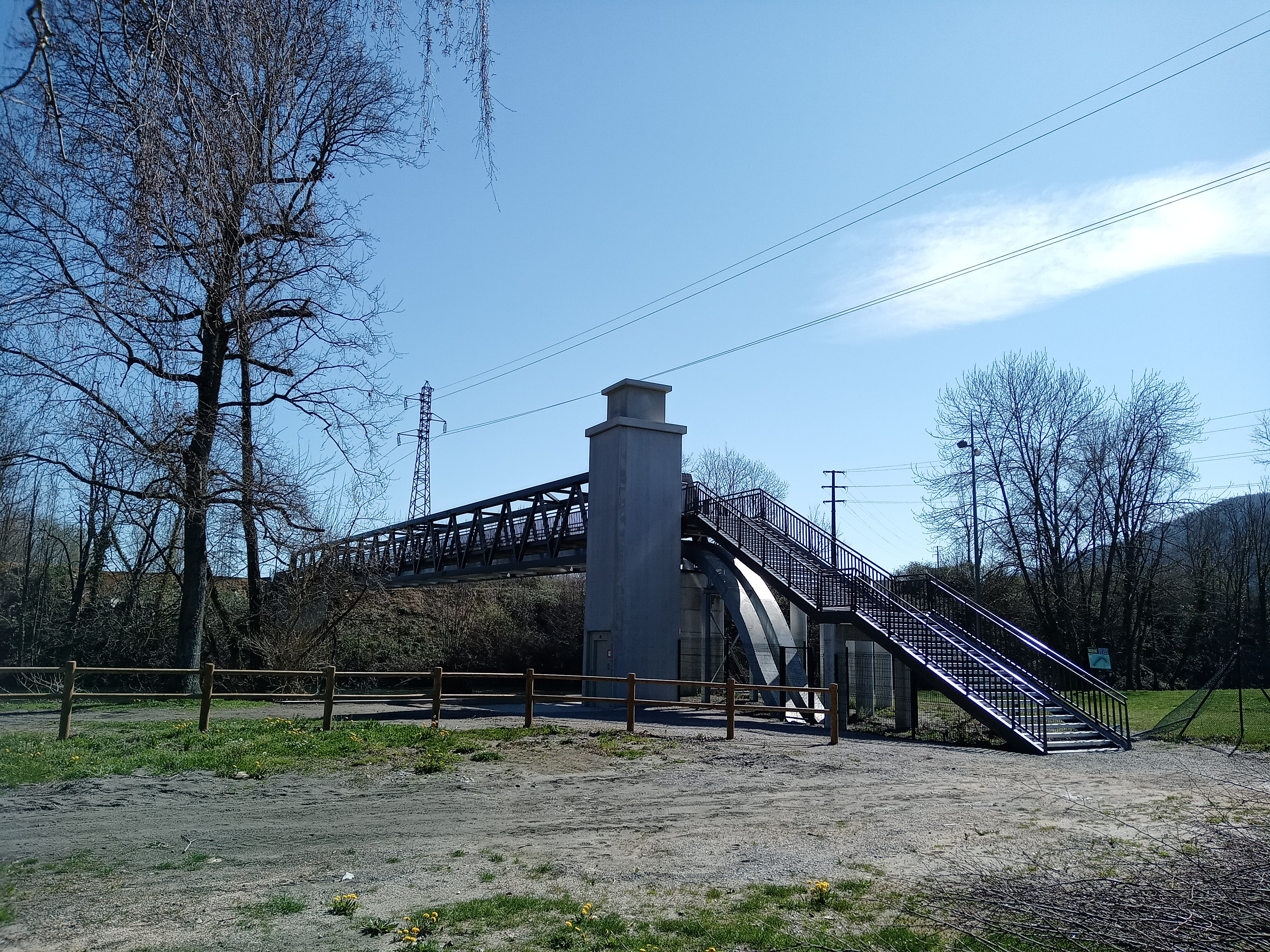
Passerelle piétonne reliant Gourdan-Polignan à Montréjeau
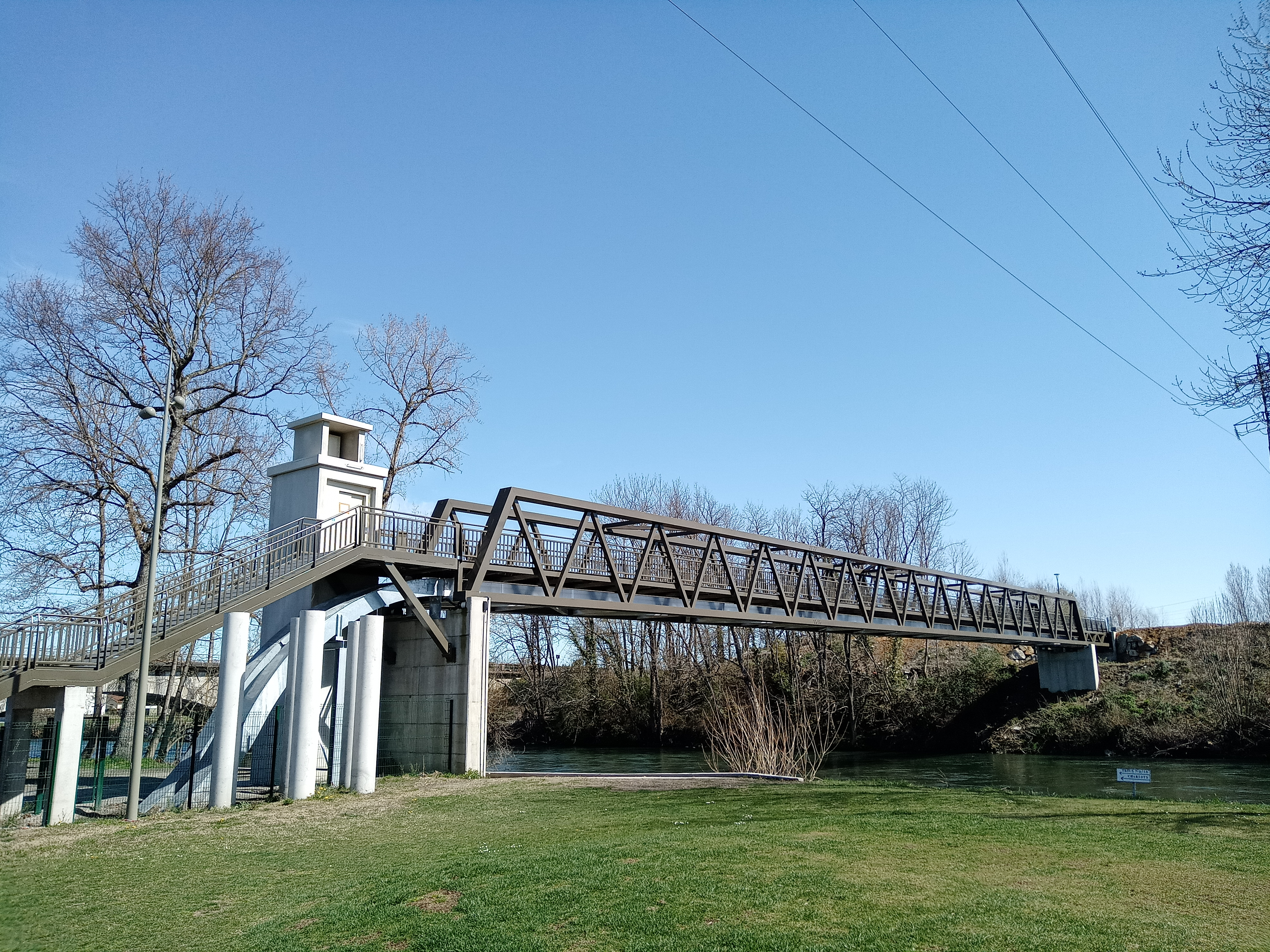
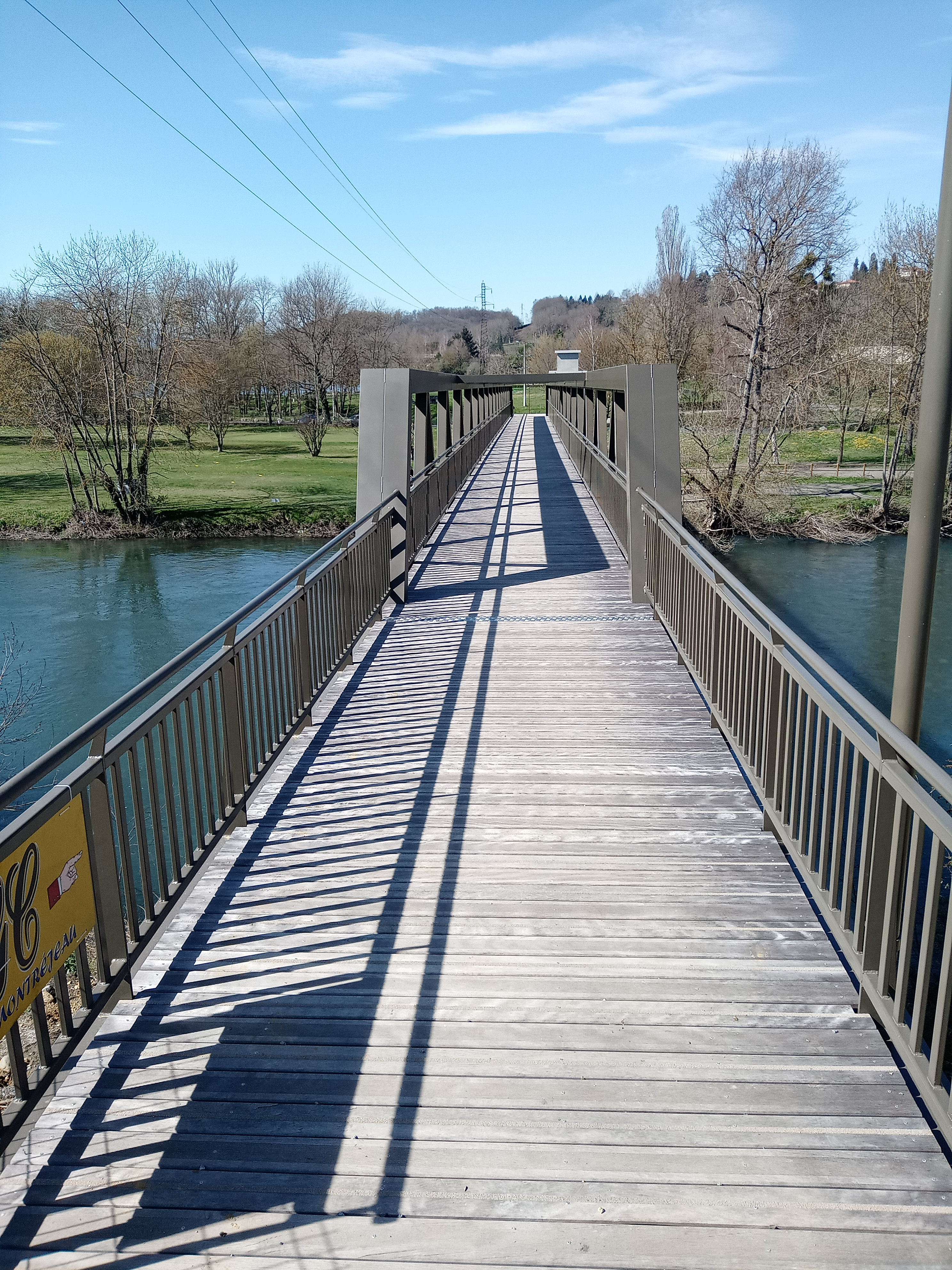

## Alimentation
Le lac est alimenté par une résurgence au sud du lac et un torrent à l'ouest du lac.

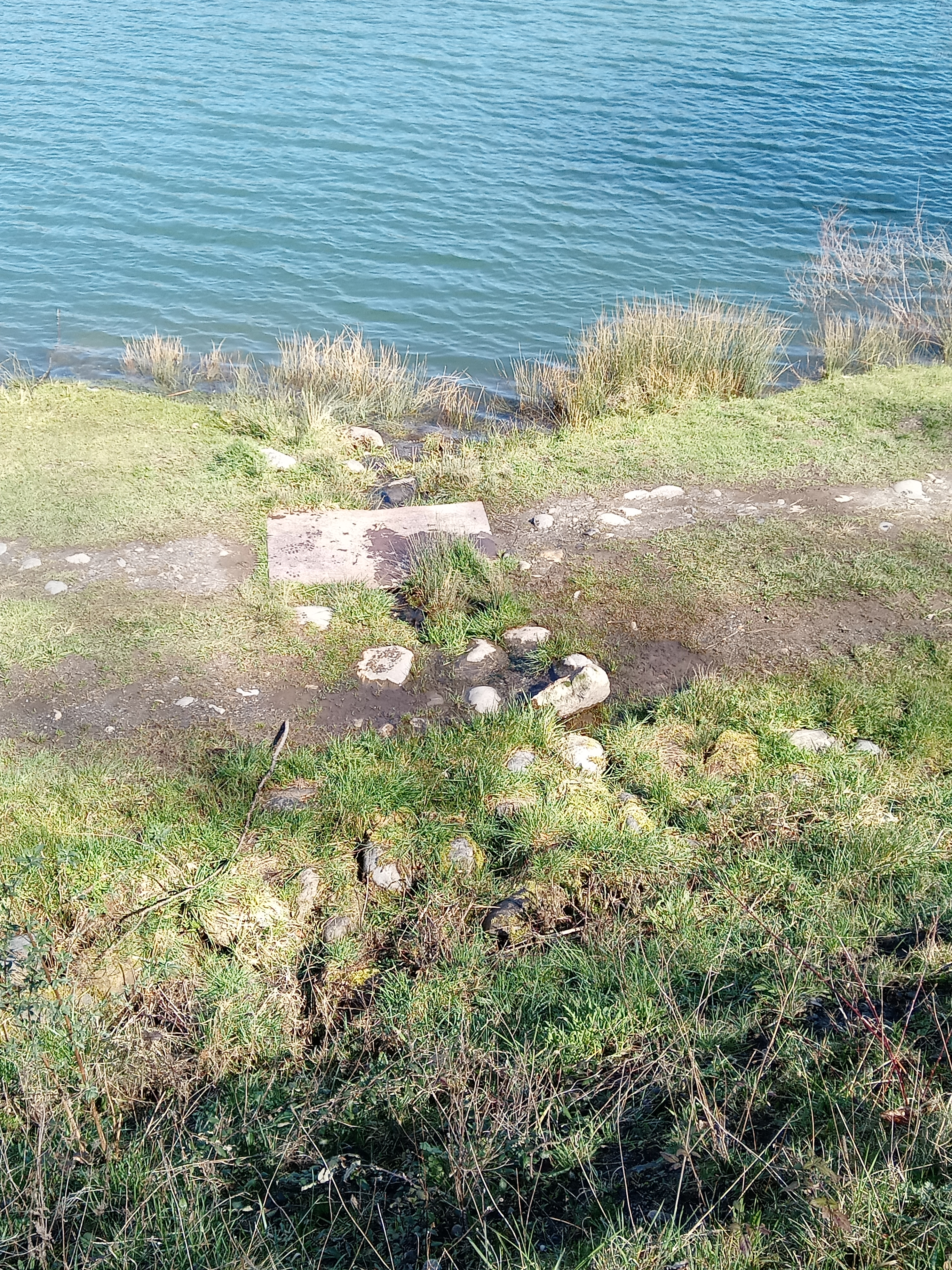
Résurgence au sud du lac
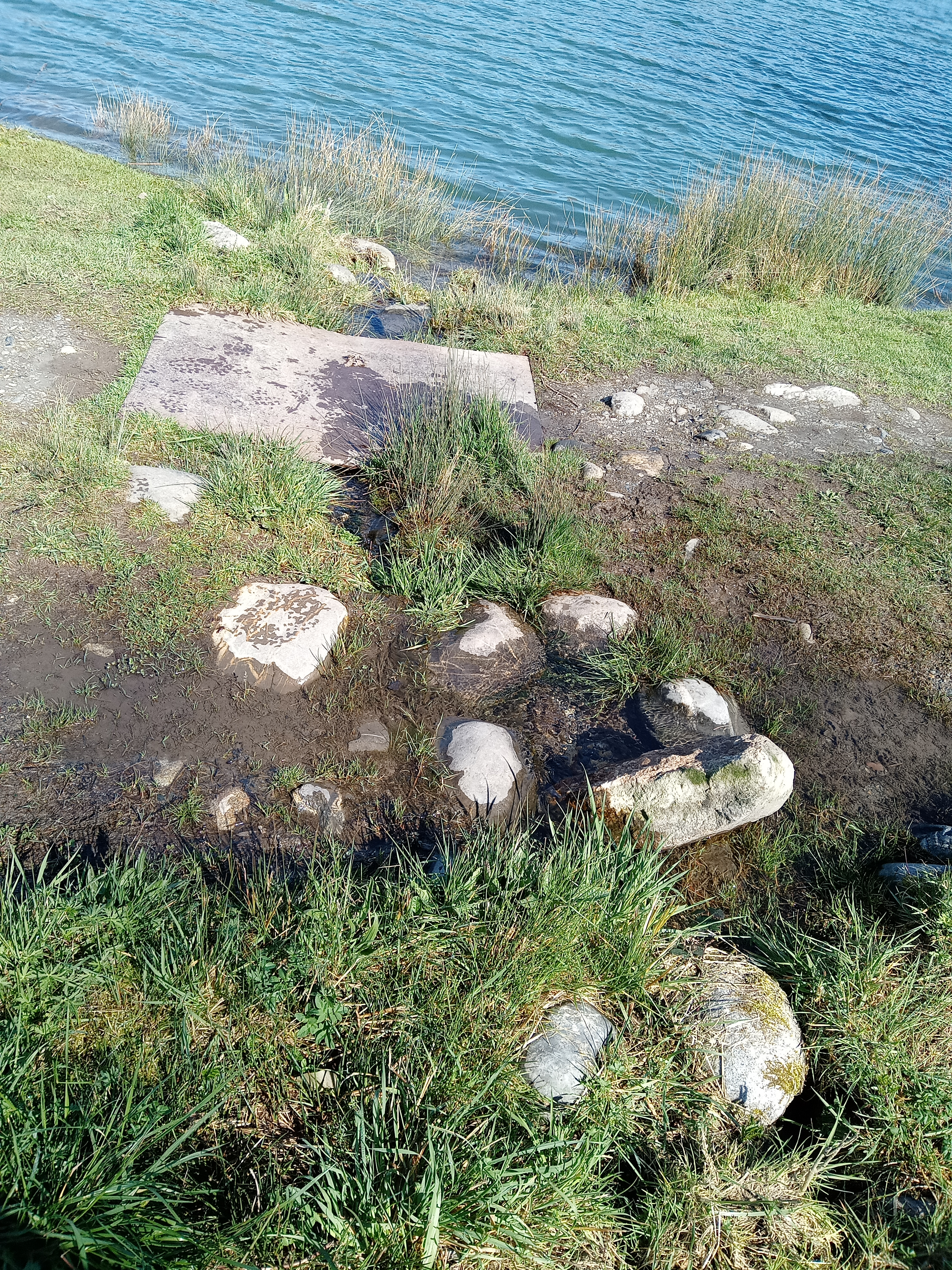
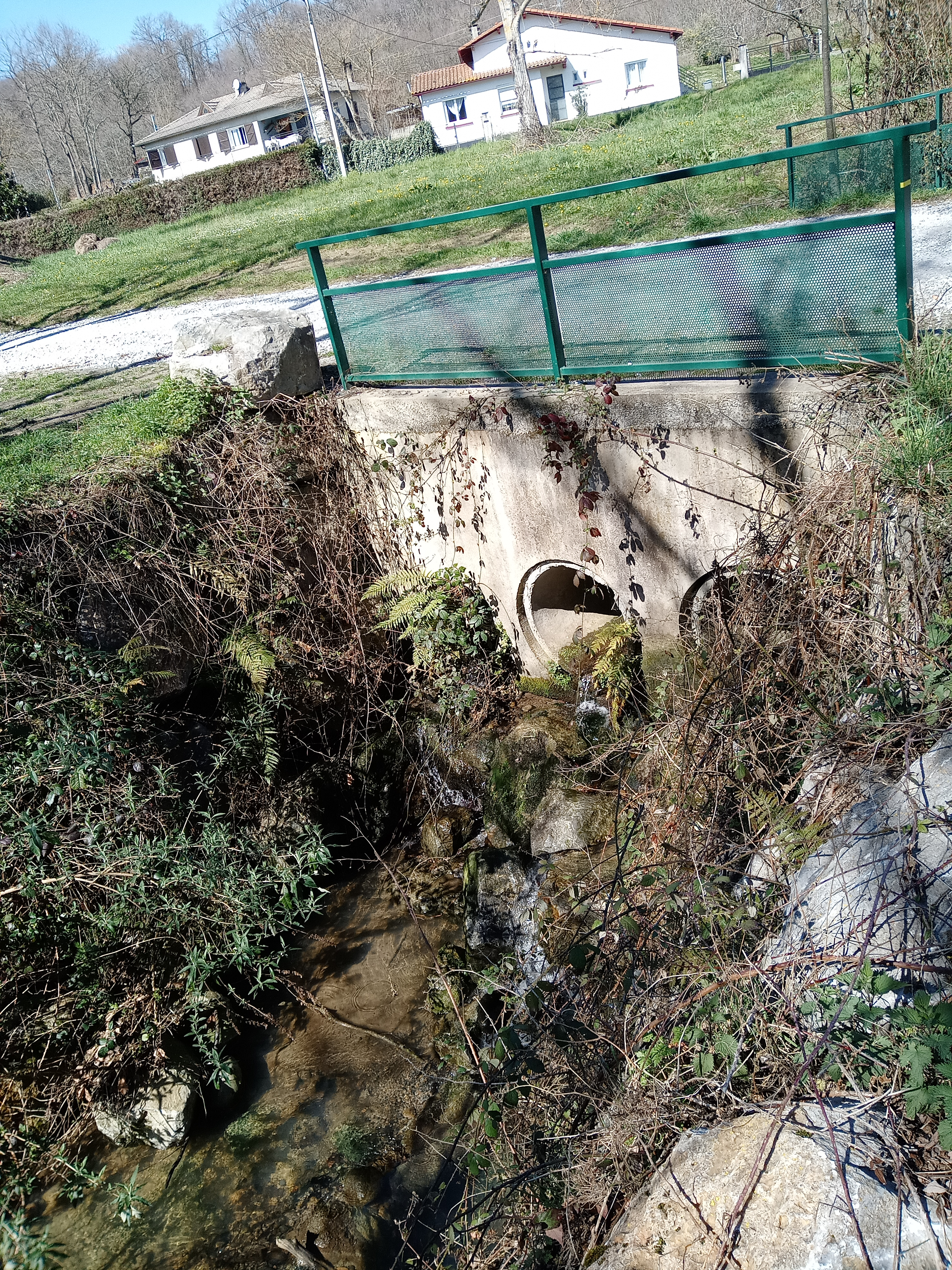
Torrent à l'ouest du lac
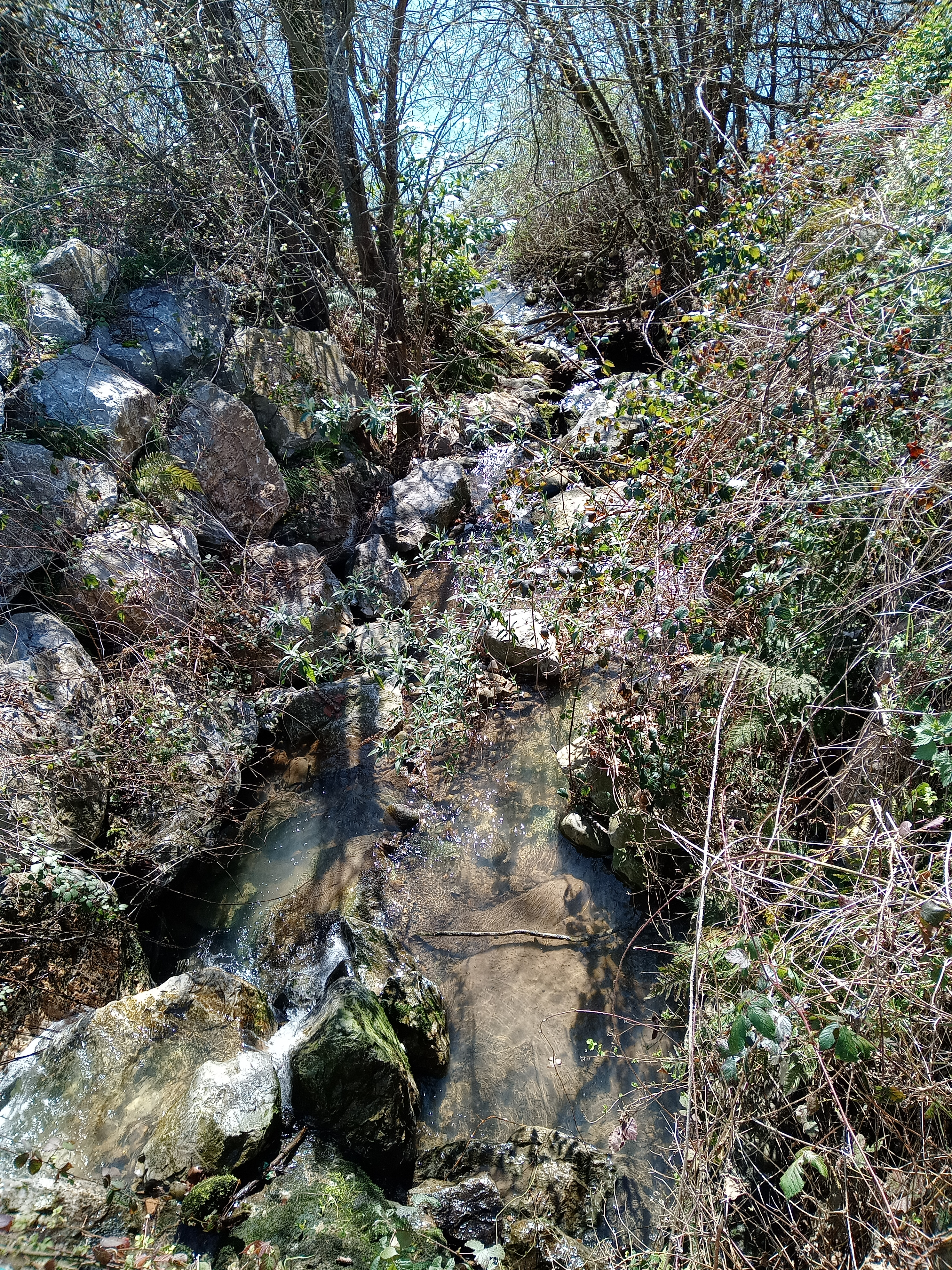

## Déversoir
L'eau du lac se déverse en formant un torrent qui devient affluent sur la rive gauche de la Garonne.

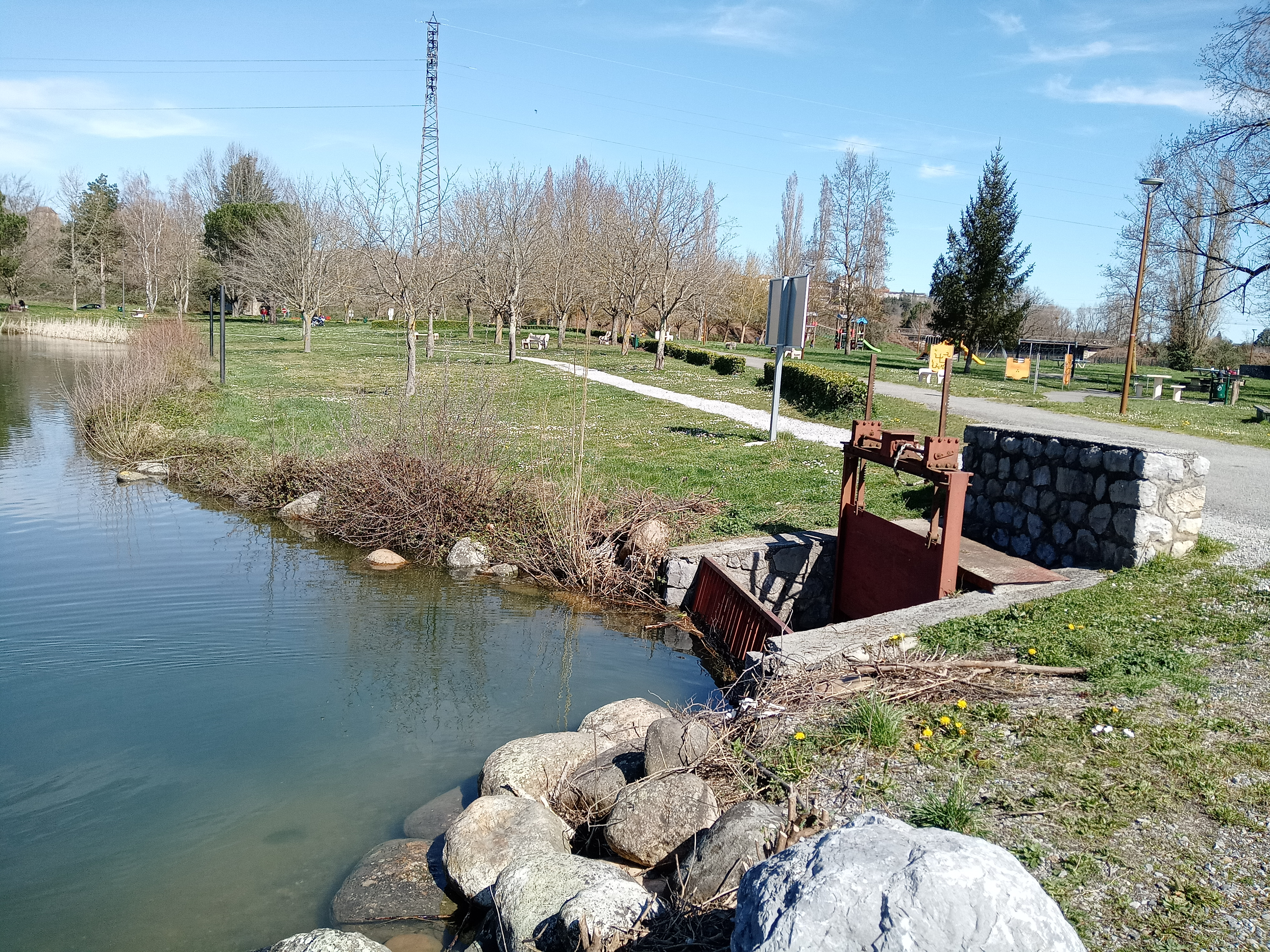
Déversoir du lac de Montréjeau
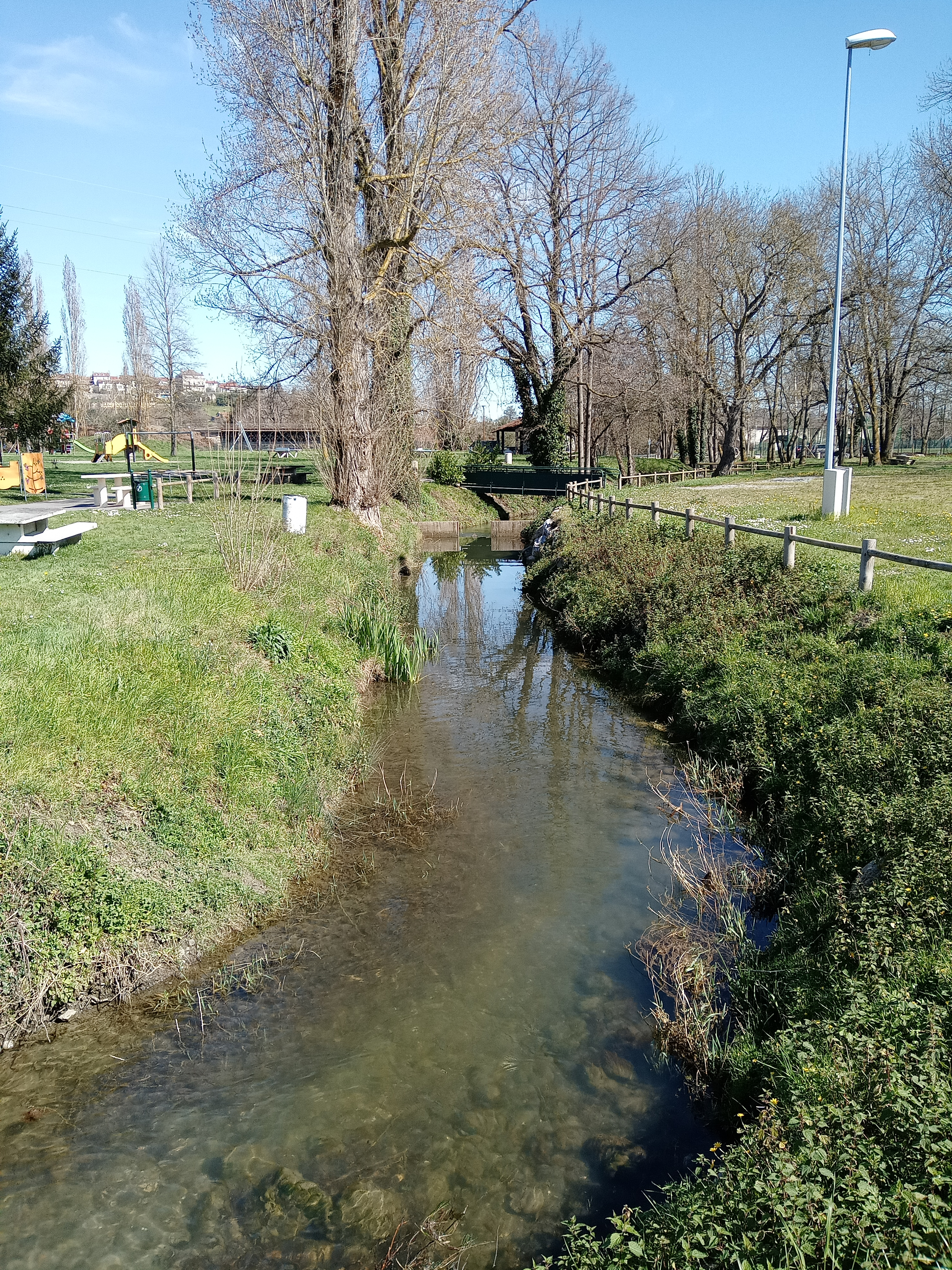
L'eau du lac se déversant via un ruisseau

## Activités touristiques
Une base de loisirs a été développée autour du lac.
Depuis 2018, le site de baignade est labellisé Pavillon Bleu pour la qualité des eaux de baignade,.
En 2018, la baignade du lac de Montréjeau est la seule labellisée du département de Haute-Garonne et des Pyrénées.

Le pont flottant (accueillant pêcheurs et pédalos l'été) se trouvait auparavant près du restaurant, il a été déplacé en 2019 sur la rive droite du lac où un chalet d'accueil a aussi été construit en 2019.

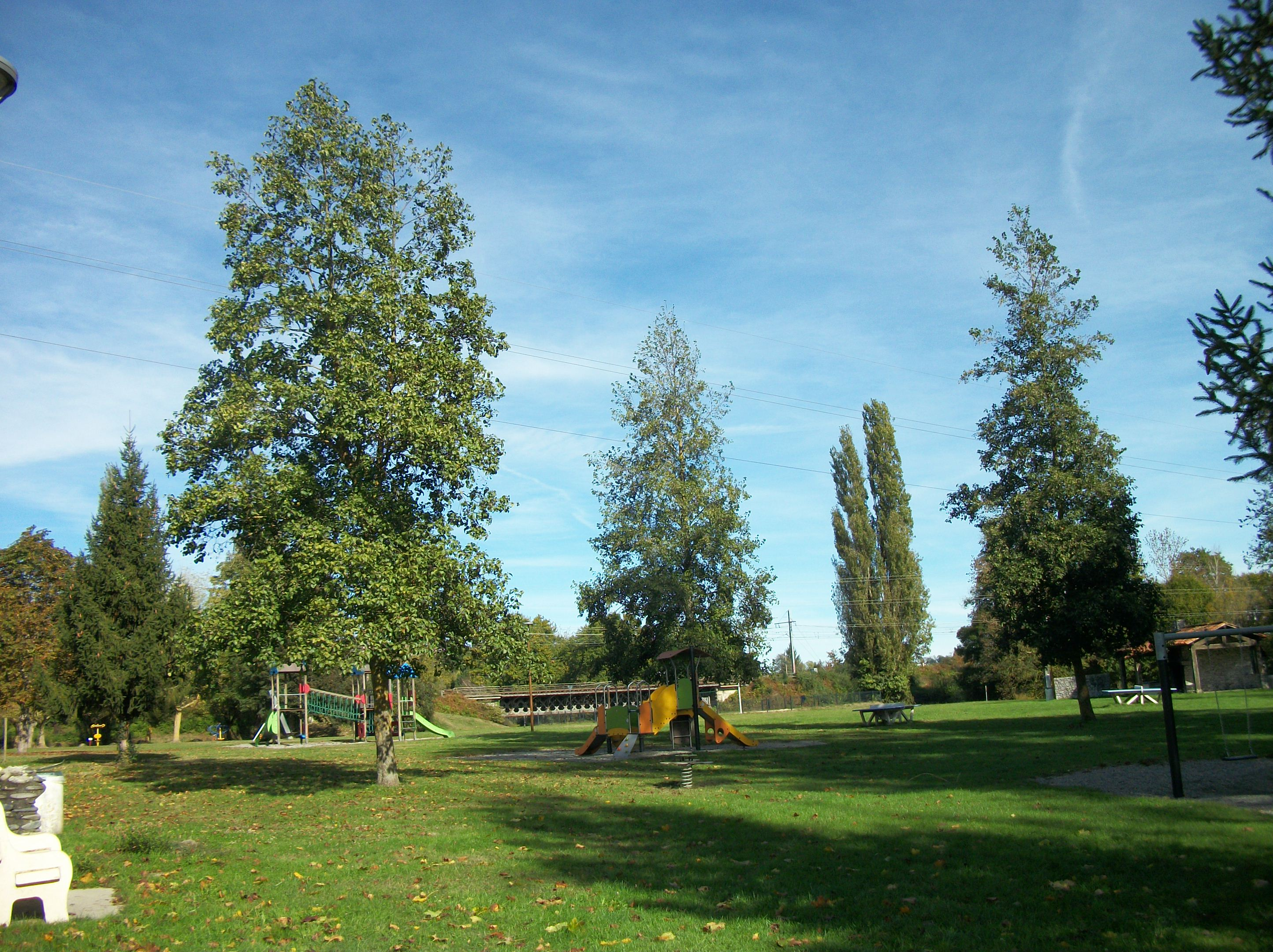
Aire de jeux
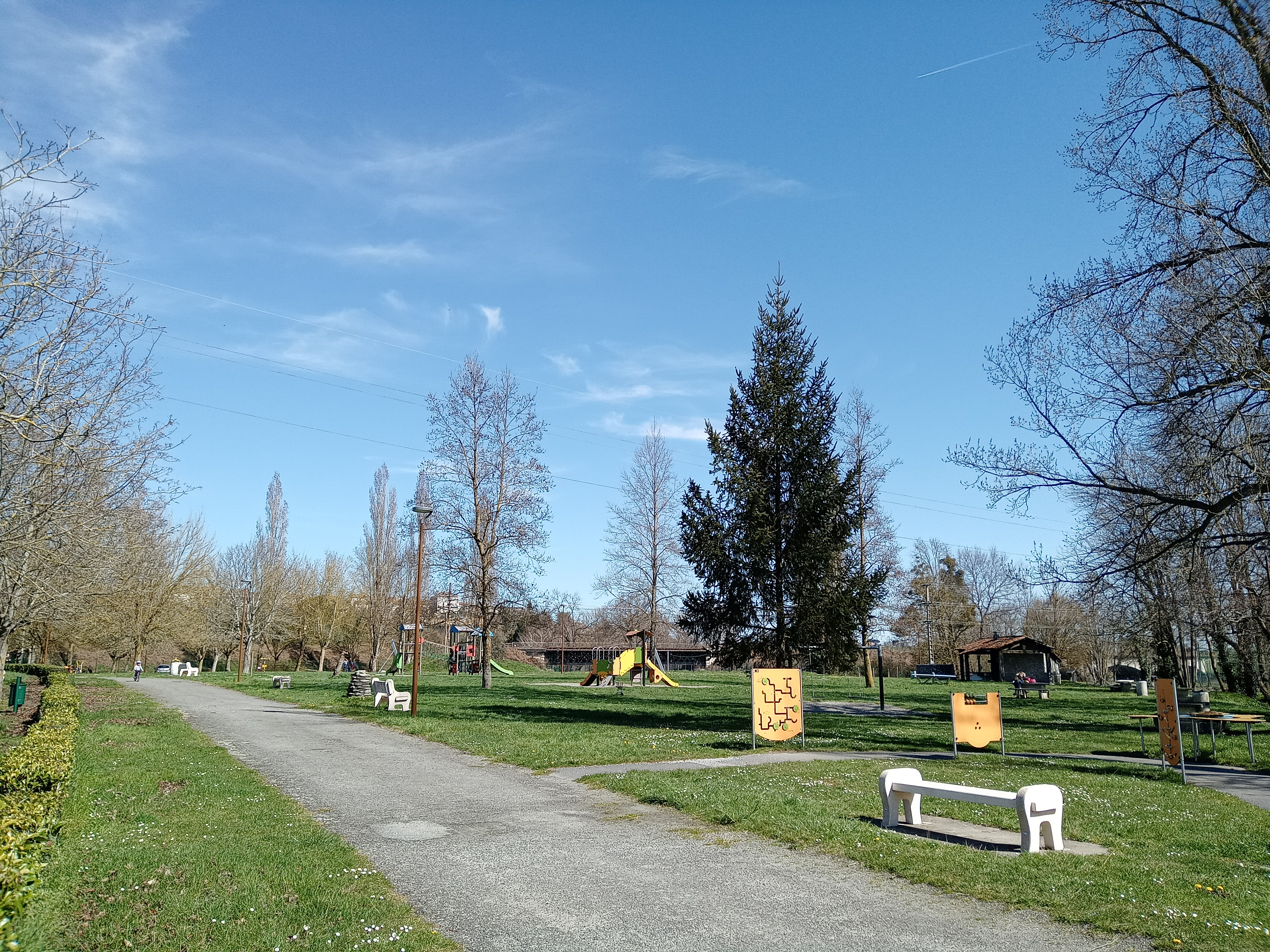
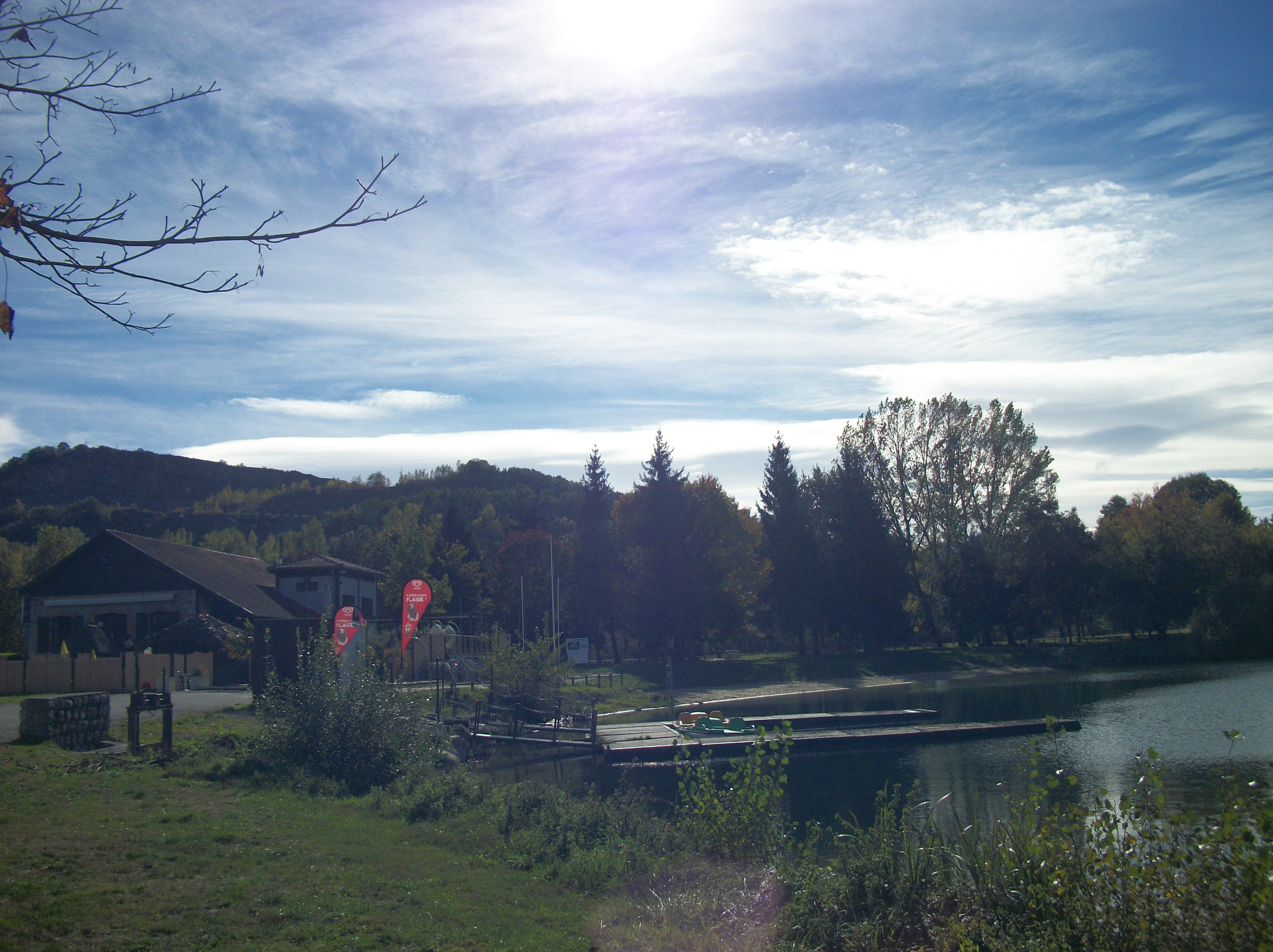
À gauche le restaurant puis au centre, espace pour les loisirs nautique
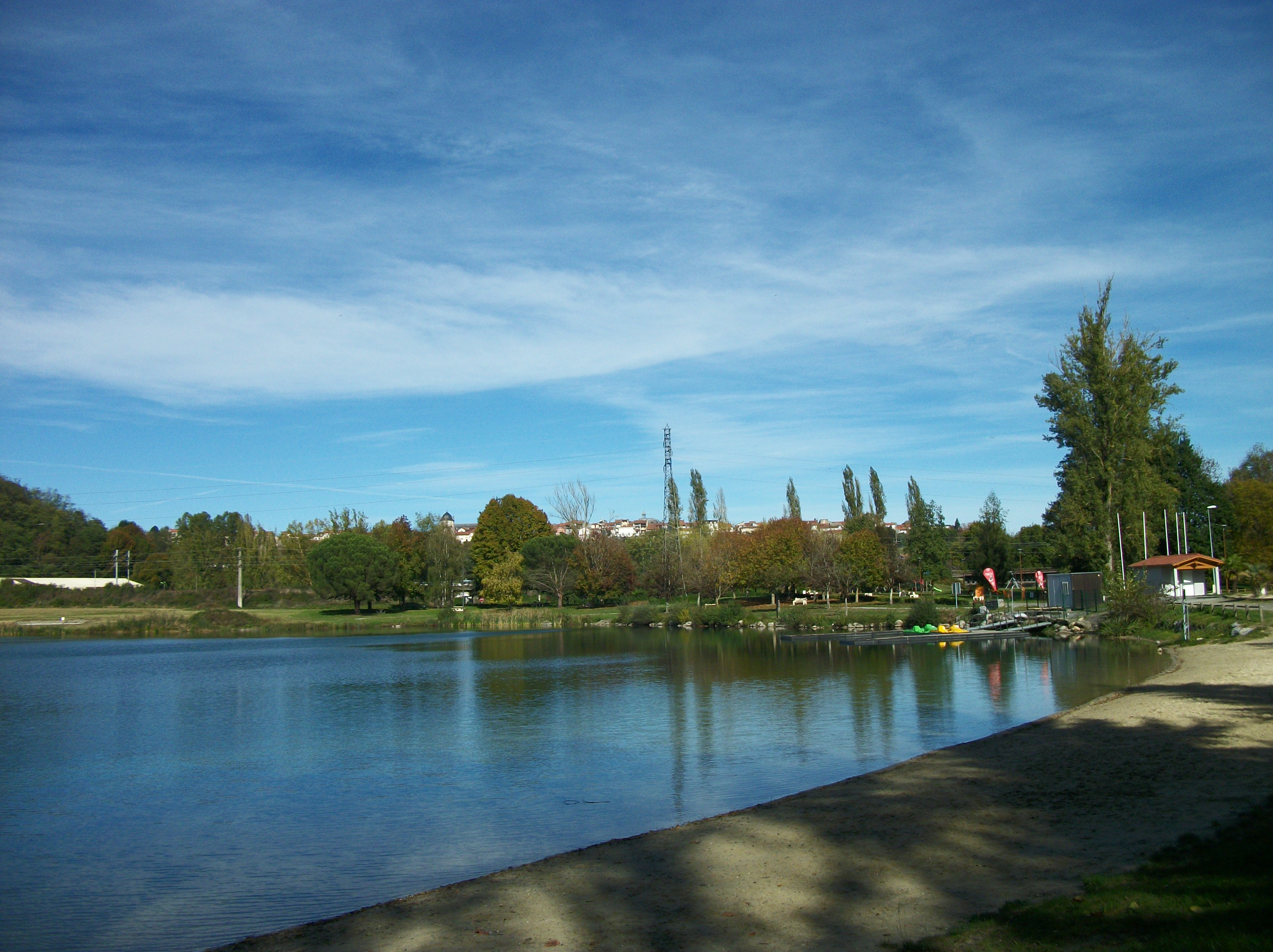
Plage de sable fin au premier plan
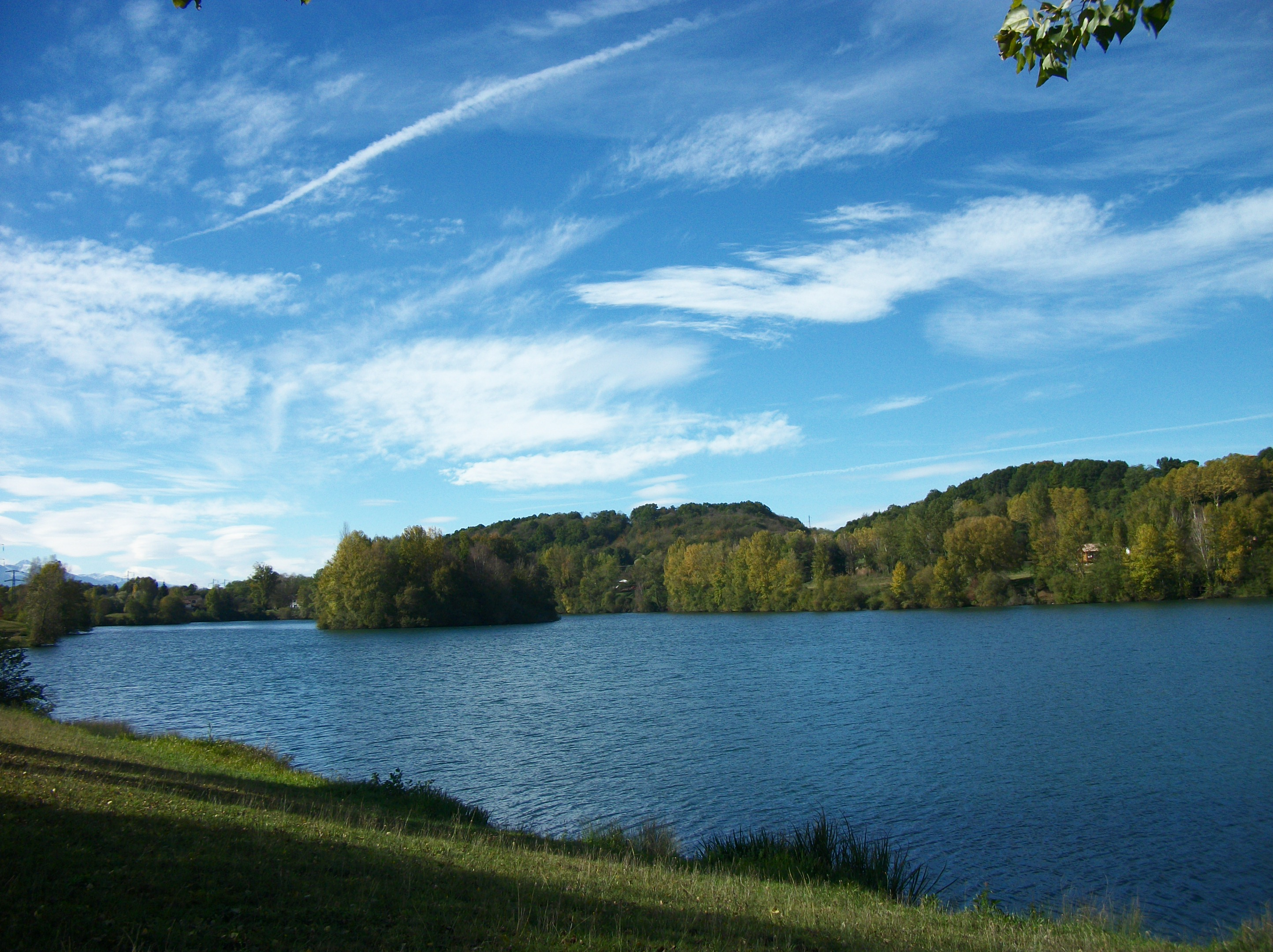
Lac de Montréjeau avec l'île, c'est un lieu d'abris et de reproduction pour les oiseaux d'eau
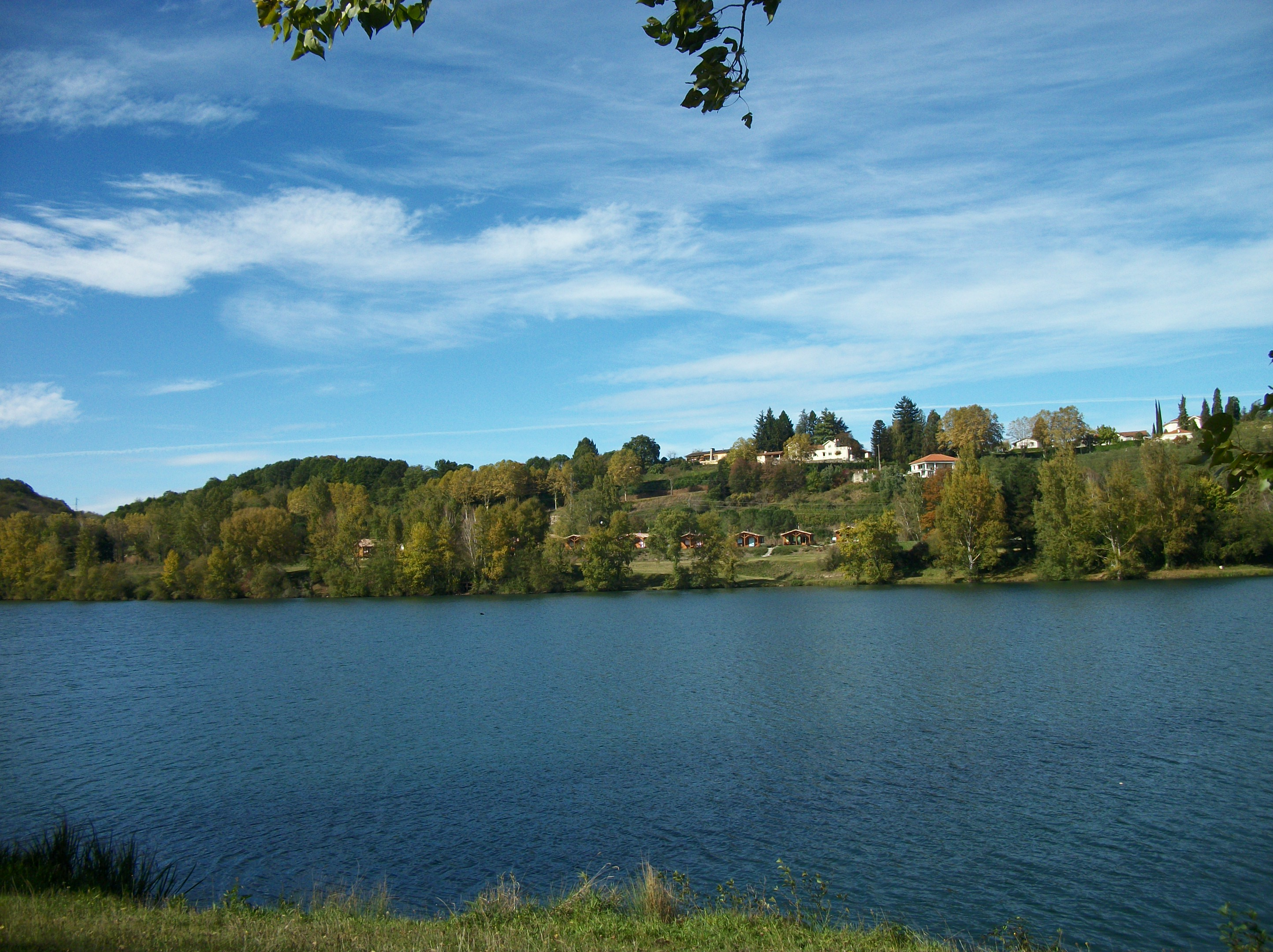
Lac de Montréjeau avec en arrière plan les chalets
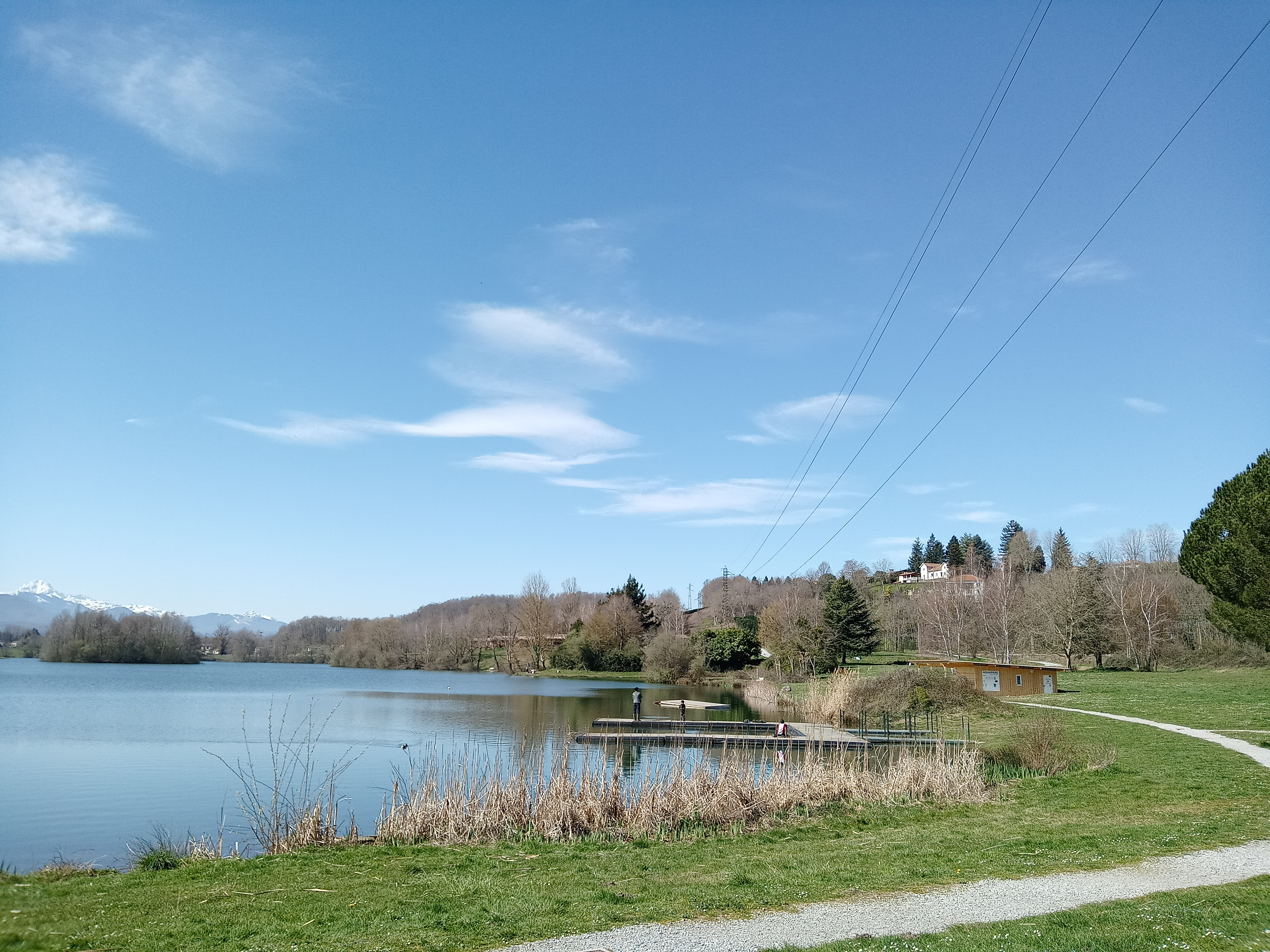
Le pont flottant et le chalet d'accueil
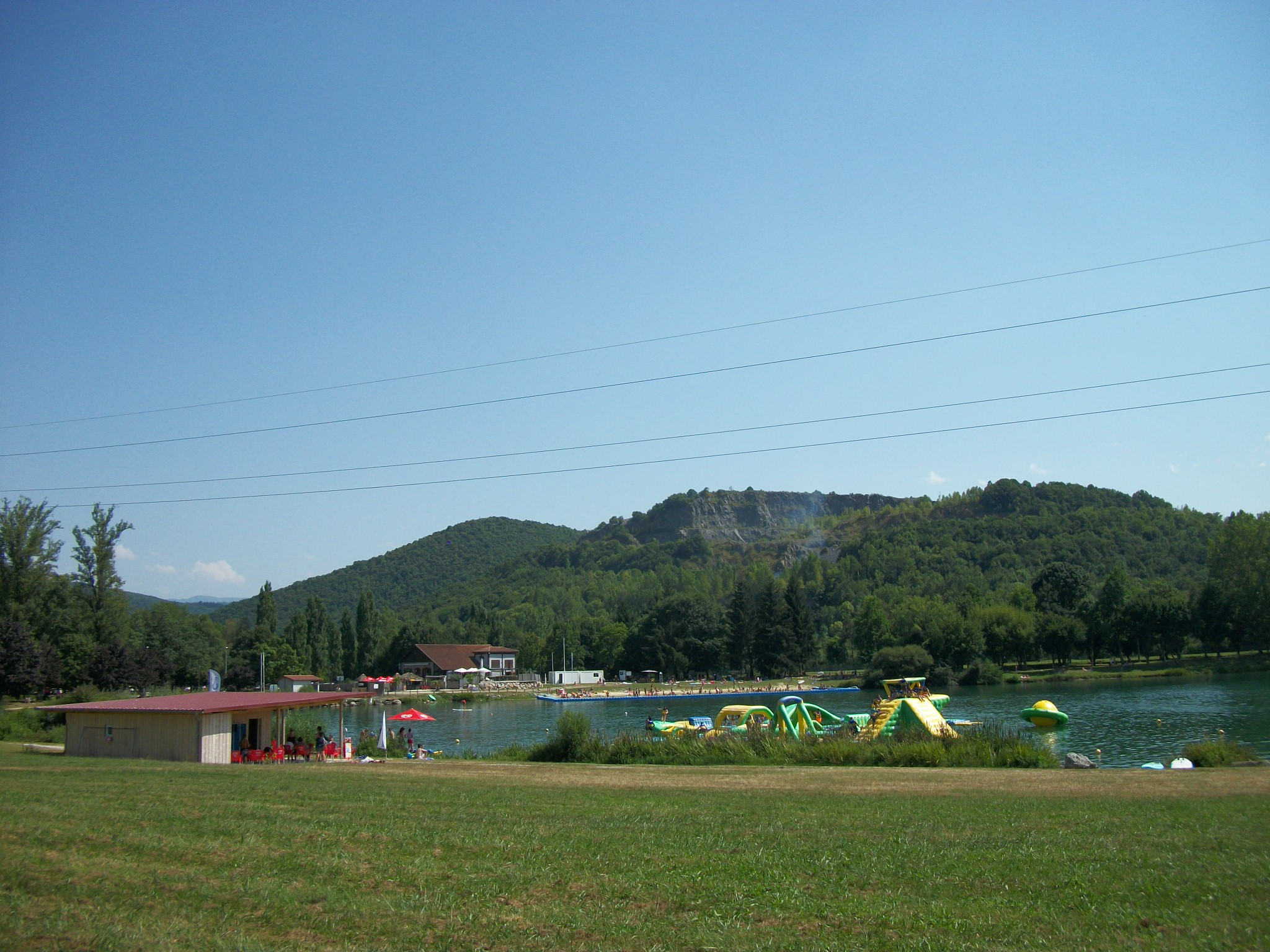
Au premier plan, le chalet d'accueil avec l'aquaparc[8], en arrière plan, la plage et le restaurant.

## Pêche
Le lac de Montréjeau est classé 1ère catégorie. Un ponton handipêche est aménagé. Une fête de la pêche y est organisée chaque année.
On y trouve ainsi des ablettes, écrevisses, carpes, chevaines, gardons, perches ou truites farios.